# Raisa Smetanina
Raisa Petrovna Smetanina (rusko Раи́са Петро́вна Смета́нина), ruska smučarska tekačica, * 29. februar 1952, Mohča, Komi, Sovjetska zveza.
Smetanina je nastopila na petih zimskih olimpijskih igrah, v letih 1976, 1980, 1984, 1988in 1992, na katerih je osvojila štiri zlate, pet srebrnih in eno bronasto medaljo. Z zlato medaljo na Zimskih olimpijskih igrah 1992 je postala prva športnica z desetimi medaljami zimskih olimpijskih iger in do tedaj najstarejša olimpijska prvakinja zimskih olimpijskih iger. Naslov olimpijskega prvaka je osvojila dvakrat v štafeti 4 x 5 km ter po enkrat na 5 in 10 km. Na svetovnih prvenstvih je osvojila po štiri zlate, srebrne in bronaste medalje. Naslov svetovne prvakinje je trikrat osvojila v štafeti 4 x 5 km ter enkrat na 20 km.